# Bachata (danse)
 (janvier 2025).
Si vous disposez d'ouvrages ou d'articles de référence ou si vous connaissez des sites web de qualité traitant du thème abordé ici, merci de compléter l'article en donnant les références utiles à sa vérifiabilité et en les liant à la section « Notes et références ».
Pour le genre musical homonyme, voir Bachata.
La bachata est un style de danse de société originaire de la République dominicaine, dansé dans le monde entier. Elle est associée à la musique bachata.

## Caractéristiques
Lors du partenariat, le meneur peut décider de l'exécuter en position ouverte, semi-fermée ou fermée. Les mouvements de danse ou la variété des pas dépendent largement de la musique (comme les rythmes joués par les différents instruments), de l'humeur et de l'interprétation. Contrairement à la salsa, la bachata ne comporte généralement pas beaucoup de mouvements de rotation.

## Pas de danse basiques
En Occident, plusieurs danseurs sont connus pour copier des mouvements et des tours de diverses danses de partenaires et pour exécuter ces combinaisons dans le temps utilisé pour la danse bachata, créant ainsi une danse de fusion[réf. nécessaire].
La danse authentique de la République dominicaine, dans les Caraïbes, est une séquence de danse de base à 8 dans un carré. Bien plus tard, les danseurs du monde occidental ont formé un pas de base latéral et ont également copié des éléments de danse d'autres danses de couple d'origines diverses, tant latines que non latines. La séquence de base de la danse consiste en trois pas, suivis d'un pas de claquettes ou de diverses formes de pas syncopés (comme le paso doble),. Certains danseurs occidentaux accompagnent le toque[Quoi ?] d'un « pop » exagéré des hanches. La bachata peut être dansée sur le premier temps de la phrase musicale, avec le toque sur le quatrième temps, mais il est également courant de danser sur le deuxième, le troisième ou le quatrième temps. Le toque est exécuté sur le pied opposé au dernier pas, tandis que le pas suivant est exécuté sur le même pied que le toque. La direction de la danse change après la claquette ou le quatrième pas.

## Genres associés

### Bachatango
Une autre danse a été développée peu après le « traditionnel » occidental et appelée bachatango. Il s'agit d'une danse de fusion originaire de Turin, en Italie, qui consiste en de courtes séquences de pas « traditionnels » occidentaux combinés à différents pas de tango et dansés comme du tango.

### Bachata fusion
Une danse est développée par le danseur mexicain Carlos Espinosa vers 2005 sur la base des éléments de base du « traditionnel occidental ». Les bases sont les mêmes que celles de la danse « traditionnelle occidentale », mais des éléments de danse et des styles du zouk brésilien, de la salsa, du tango et de la samba de gafieira y ont été ajoutés. Dans cette danse, les couples bougent généralement davantage leur torse et exagèrent beaucoup (surtout les femmes). L'influence la plus directe sur la danse moderne/moderna est l'adoption des schémas de rotation de la salsa, qui, avec les dips, sont devenus le cœur de la danse.

### Sensual
Le style de danse sensual est créé à Cadix, en Andalousie, par Korke Escalona et Judith Cordero,,,. Korke a appris les bases du « traditionnel » occidental en 1998, mais sans plus d'informations que le pas de base (quatre pas sur le côté) et inspiré par la musique bachata, il a commencé à développer son propre style de danse en s'inspirant des chansons douces de bachata de Juan Luis Guerra et des mouvements naturels d'ondulation en position rapprochée avec un partenaire et en comprenant comment le meneur (traditionnellement un homme) pouvait diriger le corps de la suiveuse (traditionnellement une femme) pour interpréter la musique. Le résultat est une nouvelle forme de danse indépendante avec des principes stricts de direction et de suivi, avec des mouvements principalement circulaires et des ondes corporelles similaires au zouk brésilien, et avec des isolations et des plongées lorsque les danseurs sentent que la musique l'exige,.